# The Unspoken King
The Unspoken King è il sesto album in studio dei Cryptopsy, ed è stato pubblicato nel 2008. Molte critiche sono piovute sul disco, dato il cambio di genere della band, che passa con questo disco al deathcore. È stato realizzato anche un videoclip per la canzone Worship Your Demons.

## Tracce
1. Worship Your Demons – 2:12
2. The Headsmen – 5:14
3. Silence the Tyrants – 4:09
4. Bemoan the Martyr – 4:10
5. Leach – 4:48
6. The Plagued – 4:09
7. Resurgence of an Empire – 4:40
8. Anoint the Dead – 3:19
9. Contemplate Regicide – 5:29
10. Bound Dead – 6:26
11. (Exit) the Few – 2:31

## Formazione
- Matt McGachy - voce
- Alex Auburn - chitarra
- Eric Langlois - basso
- Flo Mounier - batteria
- Christian Donaldson - chitarra
- Maggie Durand - tastiera